# Inheemse oorlog in Suriname (1678-1686)
De Inheemse oorlog in Suriname (1678-1686) (ook aangeduid met Indiaanse oorlog of Rode oorlog) was de strijd van een aantal samenwerkende inheemse volken in de kolonie Suriname tegen de bezetters van hun land, de Europese kolonisten en het koloniale bestuur.
De inheemsen streden tegen de aantasting van hun leefgebieden door de vestiging van plantages en tegen de tewerkstelling van slaafgemaakte inheemsen door plantage-eigenaren en het gouvernement. De belangrijkste inheemse volken waren de Karaïben (Kari'na), de Arowakken (Lokono) en de Warau. De Karaïben vormden de grootste bevolkingsgroep en de twee belangrijkste inheemse leiders in de oorlog, Kaaikoesi en Priary, waren Karaïben. Hun tegenpartij in de strijd bestond uit paramilities van de plantage-eigenaren en militairen van het gouvernement.
De oorlog leidde bijna tot het einde van de kolonie. Gouverneur Johannes Heinsius slaagde erin om de samenwerking van de inheemse partijen te doorbreken en de volken die aan de Corantijn en de Marowijne woonden aan zich te binden. Daardoor konden de aanvallen van het gouvernement worden geconcentreerd op de Karaïben in het centrale plantagegebied. Tijdens de oorlog wisten veel Afrikaanse slaafgemaakten te ontsnappen, de zogeheten marrons. Ze werden opgevangen in de dorpen van de inheemsen. Onder aanvoering van Ganimet sloten de marrons zich aan bij de strijd van de inheemsen en speelden daarin een steeds belangrijkere rol.
De inheemse oorlog eindigde met het Vredesverdrag van 1686. De Karaïben, de Arowakken en de Warau bedongen dat zij niet meer als slaaf mochten worden verkocht. Zij werden tot vrije inwoners verklaard; alleen als zij een misdaad hadden begaan mochten ze tot slaaf worden gemaakt. Zij kregen de vrijheid om zich overal in de kolonie te vestigen.

## Suriname na de machtsovername in 1667

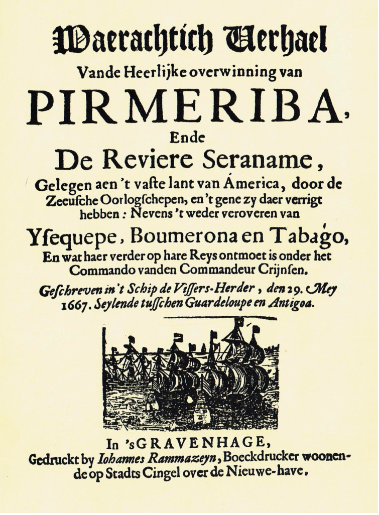
Titelpagina van de uitgave waarin de verovering van Suriname in 1667 door Abraham Crijnssen wordt beschreven.

Abraham Crijnssen voer op 25 februari 1667 in opdracht van de Staten van Zeeland de Surinamerivier op om de Engelse kolonie Suriname te veroveren. De kolonie was onder Engels bewind, vooral door de bemoeienis van Francis Willoughby, in economisch opzicht tot bloei gekomen. Doordat in 1666 een kwart van de blanke bevolking was overleden als gevolg van een grote epidemie, was de verdediging van Suriname echter ernstig verzwakt geraakt. Na een korte beschieting van fort Willoughby gaven de Engelse verdedigers zich over, en op 6 maart 1667 gaven ze de hele kolonie op. Suriname kwam hiermee onder het gezag van de Staten van Zeeland. Er werd een gouverneur aangesteld die verantwoordelijk was voor het dagelijks bestuur, vanaf 1669 samen met de Raad van Politie.
De veroverde kolonie telde 175 plantages en de Europese bevolking werd geschat op 1500. Veel kolonisten waren van Portugees-Joodse afkomst. Hun plantages bevonden zich vooral rond Thorarica en Jodensavanne. Naast kolonisten verbleven er ambtenaren, handwerkslieden, handelaren, een kleine groep militairen en naar schatting 3000 slaafgemaakten. De meeste slaafgemaakten waren Afrikaans en een kleiner deel was inheems, de zogeheten 'rode slaven'.
De Engelse bewindvoerders hadden tijdens hun bestuursperiode een goede relatie onderhouden met de Karaïben. Zij vormden de grootste inheemse bevolkingsgroep in Suriname en hadden een traditionele vijandschap met de Arowakken. De leefgebieden van de Karaïben lagen langs alle grote rivieren en de Engelse en Joodse kolonisten beschouwden hen als vrije inheemsen. Er werd handel met hen gedreven in voedsel en gebruiksgoederen. De Karaïben verhandelden via Europese tussenhandelaren (bokkenruilders) ook 'rode slaven’. Die waren tijdens gevechten met andere volken gevangengenomen of opgepakt in het oerwoud nadat zij waren weggelopen van de plantages.
In de naast Suriname gelegen Zeeuwse kolonie Berbice waren de Arowakken de grootste inheemse bevolkingsgroep. Zij leefden in een goede verstandhouding met het koloniale bestuur aldaar. Na de machtsovername in Suriname in 1667 werden de Arowakken overgehaald om zich te vestigen aan de benedenloop van de Surinamerivier. De planters zagen hen als vredelievender dan de Karaïben die al in dit gebied aanwezig waren. De Engelsen, die wisten van de voorkeuren van de Nederlanders hadden bij de machtsoverdracht een bepaling laten opnemen waarmee de Karaïben werden beschermd tegen de Arowakken.
Na de machtsovername door de Zeeuwen vertrokken veel Engelse kolonisten met hun familie en slaafgemaakten naar andere Engelse koloniën in het Caribisch gebied, zoals Barbados of Jamaica. Het aantal plantages daalde daardoor van 175 in 1667 tot 116 in 1675 en het aantal Europese inwoners was in dezelfde periode afgenomen van 1500 tot 800. In 1675 waren er nog 120 Engelse families over, van wie er nog 80 wilden vertrekken. Over het aantal 'weerbare' (niet-Engelse) mannen schreef waarnemend gouverneur Pieter Versterre in 1675 dat er nog 125 ‘Duytse’ (Nederlandse) en 58 Joodse mannen in de kolonie waren en een garnizoen van 115 soldaten en 4 matrozen. De Karaïben benutten de afname om de overvallen op de plantages, die in de Engelse tijd slechts af en toe hadden plaatsgevonden, te intensiveren..
Crijnssen, en na hem gouverneur Philip Julius Lichtenberg, streefden naar een politiek van verzoening met de Karaïben. Vanuit Nederlands perspectief waren de Karaïben moeilijk handelbaar. Hun relatie met de Nederlandse bewindvoerders werd beheerst door wantrouwen, dat werd gevoed door de louche praktijken van blanke handelaren en de nodeloze moorden op hun stamgenoten. In 1675 vond een incident plaats waarbij inheemsen die bij de Coppename woonden, twee tussenhandelaren om het leven brachten. Waarnemend gouverneur Pieter Versterre beantwoordde dit met een strafexpeditie. De inheemse hoofdman dreigde daarop met een oorlog tegen de Nederlanders. Hij kon niet worden meegevoerd naar Paramaribo omdat hij tijdig wist te ontsnappen. Het bestuur nam het dreigement op dat moment niet serieus.

## Onvrede onder de inheemse volken
Het bestuur wilde rust in de kolonie en ondernam een poging om de onderlinge strijd tussen Karaïben en Arowakken te beëindigen. De bemiddeling leidde tot een akkoord tussen de twee volken in 1677. Maar onderlinge overeenstemming betekende nog niet dat de volken zich onderwierpen aan het koloniaal bewind. Ze besloten om zich over hun onderlinge conflicten heen te zetten en samen de strijd aan te gaan met de bezetters van hun land. Een jaar na het akkoord braken de eerste gevechten uit tussen de gezamenlijke inheemse volken en de Europese kolonisten.

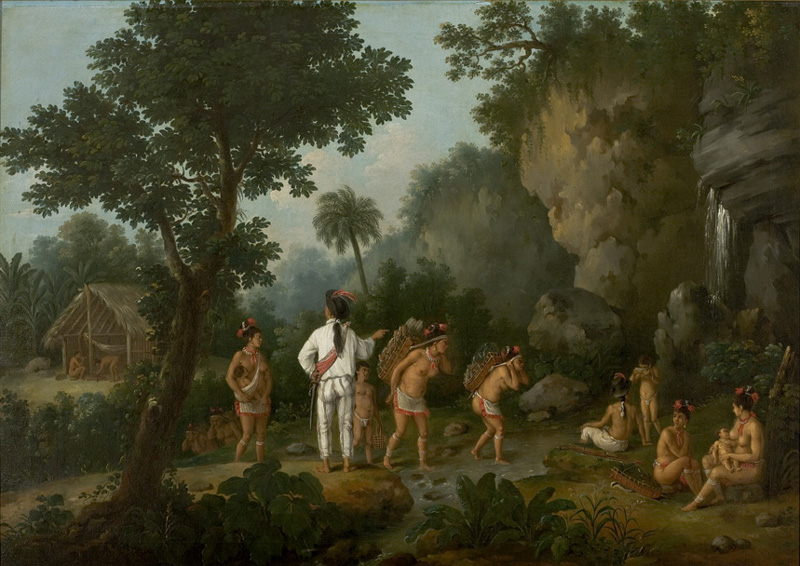
Caçador escravos (De slavenjager) (Agostino Brunias, z.d.)

De eerste reactie aan koloniale zijde was dan ook dat het niet verstandig was geweest om de inheemse groepen bij elkaar te brengen. Het was politiek gezien slimmer geweest om de twee volken tegen elkaar uit te spelen, zoals tijdens het Engelse bewind gebeurde. Daarbij werd over het hoofd gezien dat er onder de inheemse volken een grote onvrede heerste over het optreden van de Europese kolonisten en het bestuur. Die onvrede was de verbindende factor tussen de inheemse volken en de drijvende kracht achter hun strijd.
De inheemsen ondervonden de negatieve gevolgen van de kolonisatie op verschillende terreinen. De vestiging van plantages ging ten koste van hun leef- en jachtgebieden en dwong hen om dorpen en kostgronden te verlaten. De Europese handelaren waren een andere bron van ergernis. Volgens de latere gouverneur Heinsius waren misleiding en bedrog van inheemsen door de handelaren de belangrijkste oorzaken voor het uitbreken van de oorlog. Het vermoorden en het tot slaaf maken van inheemsen vormden een ander pijnpunt. Als de inheemsen hierover verhaal probeerden te halen bij de gouverneur of het Hof van Justitie werden ze afgescheept. Het gouvernement behartigde vooral de belangen van de kolonisten en het economisch belang van de kolonie. Bij conflicten werden de inheemse belangen niet serieus genomen of terzijde geschoven.
De inheemsen stond een duidelijke oplossing voor ogen om de problemen op te lossen: het vertrek van de kolonisten. Een vertegenwoordiger van het koloniale bestuur beschreef op 3 mei 1679 de opvatting van de inheemsen als volgt: Dat ons volck die in schepen gecomen waren wederomme met schepen moeten weggaan, dat het landt haer toecomt. Door samen de strijd aan te gaan konden ze, naar hun overtuiging, het vertrek afdwingen.

## Samenwerking tussen de inheemse volken

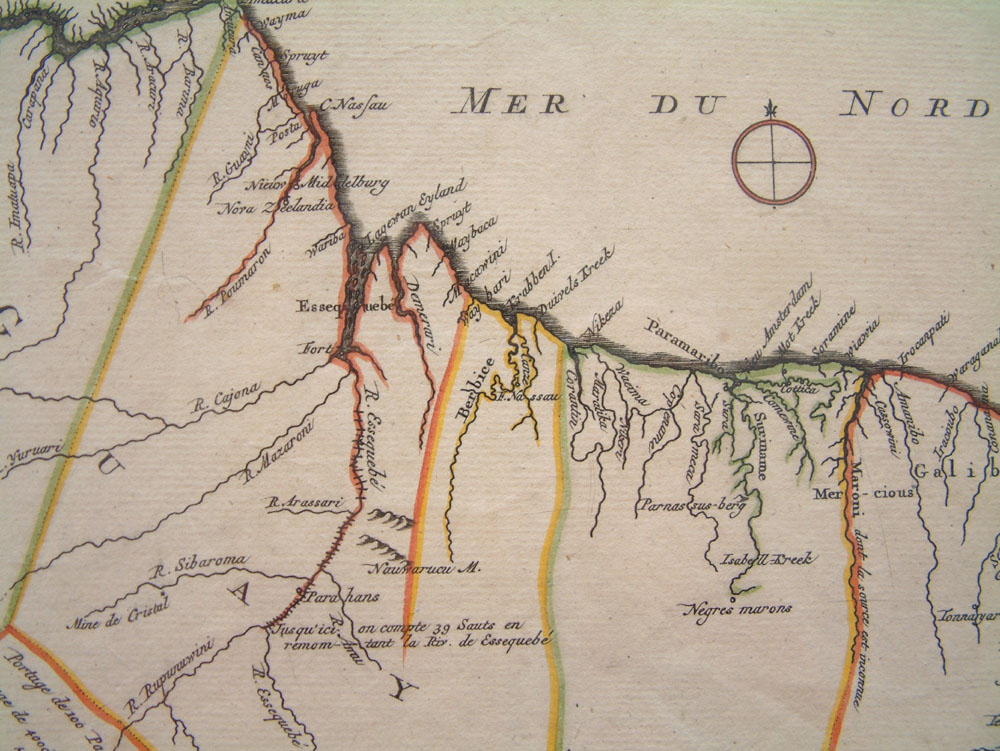
Nederlands-Guiana rond 1700

Woongebieden van de inheemse volken in Suriname aan het einde van de 17e eeuw volgens Dragtenstein

Het eerste overleg voor een gezamenlijke aanval werd in oktober 1678 gevoerd in een Karaïbendorp aan de Coppename. Er waren dertien kapiteins aanwezig, onder wie Kaaikoesi, de belangrijkste leider van de Karaïben die aan de Coppename en de Saramacca woonden, en Priary, de belangrijkste kapitein van de Karaïben aan de Coppename.
De inheemsen waren in staat om een strijdmacht van negen- tot tienduizend mannen bijeen te brengen. De namen van de kapiteins en de informatie over de inheemse strijdmacht zijn afkomstig van de half-inheemse Anthony Barbier. Barbier legde in december 1678 een verklaring af, nadat hij door de autoriteiten was gearresteerd omdat hij voor de inheemsen spioneerde en munitie voor hen had gekocht. Barbier werd verhoord buyten pijn en banden van boeyen en werd daarna opgehangen. Uit de verklaring van Barbier werd ook duidelijk dat de Karaïben aan de Corantijn aanvankelijk niet mee wilden doen. Ze werden overgehaald door een delegatie van de Arowakken. De drie kapiteins aan de Corantijn kregen meer tijd voor de voorbereidingen en mochten later aansluiten in verband met de langere reistijd vanaf hun woongebieden.
Bij de bijeenkomst aan de Coppename werd afgesproken dat de Karaïben aanvallen zouden uitvoeren op Paramaribo en de plantagegebieden aan de Parakreek, de Commewijne en de Pericakreek en dat de Arowakken zich vooral zouden richten op Berbice.

## Eerste aanvallen, december 1678
Na de dood van gouverneur Versterre werd Abel Thisso plaatsvervangend gouverneur. Thisso was al lid van de Raad van Politie en maakte dus deel uit van het bestuur van de kolonie. De informatie van Barbier was op dat moment nog niet doorgedrongen tot het gouvernement. Uit de berichten van Thisso aan de Staten van Zeeland is op te maken dat de bestuurders en de plantagehouders werden verrast door de eerste aanvalsgolf, die plaatsvond op 15 december 1678.
De aanvallen waren een groot succes voor de inheemse strijdmacht, die erin slaagde kolonisten en militairen aan de Perica en de Commewijne te verjagen. Daarbij vonden tien blanken en een onbekend aantal slaafgemaakten de dood. De inheemsen maakten suikermolens onklaar en vernietigden de gewassen die op het veld stonden. De kleine militaire eenheid die door het gouvernement naar de Parakreek werd gezonden om de burgermilities van de planters bij te staan kon niet op tegen de overmacht van inheemse strijders en keerde na veertien dagen terug naar Paramaribo. Een tweede expeditie naar de Parakreek onder leiding van burgerkapitein Balten Parduyn boekte evenmin succes. Dat gold ook voor de legereenheid die naar Thorarica was gezonden. De eenheid kon niet verhinderen dat de inheemsen tussen 15 en 30 december 1678 dertig blanken (vooral vrouwen en kinderen) vermoordden in het gebied tussen de Parakreek en de Surinamerivier. Door de suikermolens in brand te steken of op een andere manier te vernielen, vernietigden de strijders ook hier de productiecapaciteit van de plantages. Tijdens de expedities verloren meer dan honderd militairen en leden van de burgermilities het leven.
Veel kolonisten sloegen op de vlucht en lieten een groot deel van de ongeveer 35 plantages in het Saramacca- en Coppenamegebied zonder beheer achter. Aan de Parakreek werden zelfs alle zestien plantages verlaten. De  meeste planters vluchtten met hun gezinnen naar Paramaribo en Fort Zeelandia. Op de plantages waar kolonisten waren achtergebleven was voortzetting van de dagelijkse werkzaamheden onmogelijk door de voortdurende aanvallen van de inheemsen. Waarnemend gouverneur Abel Thisso vond de situatie zo bedreigend dat hij zich met andere bestuurders en gevluchte plantagehouders verschanste aan boord van enkele schepen die op de rede van Paramaribo voor anker lagen.

## Komst van Johannes Heinsius
De nieuw benoemde gouverneur Johannes Heinsius wist niets van de recente ontwikkelingen in Suriname toen hij eind december 1678 in Paramaribo arriveerde. De eerste maatregelen die hij nam waren gericht op het beschermen van het bestuurscentrum van de kolonie. Hij liet een palissade aanbrengen rond Paramaribo met voldoende ruimte om voedsel te verbouwen. Op de plek waar de Parakreek uitmondt in de Surinamerivier vestigde hij  een klein garnizoen zodat een mogelijke aanval van de inheemsen over de rivier kon worden afgeslagen. Op Sandpunt (Thorarica) werd eveneens een militair commando gelegerd. Om sneller te kunnen reageren op brandhaarden richtte het bestuur daarna verschillende militaire posten in bij de gebieden waar de inheemse aanvallen plaatsvonden. In 1679 werd er een nieuwe post opgezet bij Topico aan de Parakreek waar bijna dertig militairen werden gelegerd. Ook aan de Corantijn vestigde het gouvernement een militaire post.
De inheemse troepen controleerden in 1679 grote delen van het plantagegebied en het ontbrak het bestuur aan mankracht om de tegenaanval in te zetten. Heinsius schreef brieven aan de Staten van Zeeland en de Staten-Generaal van de Nederlanden met het dringende verzoek om militaire hulp, voedsel en materialen voor het magazijn. Door slechte verbindingen en trage besluitvorming bleven reacties lang uit.

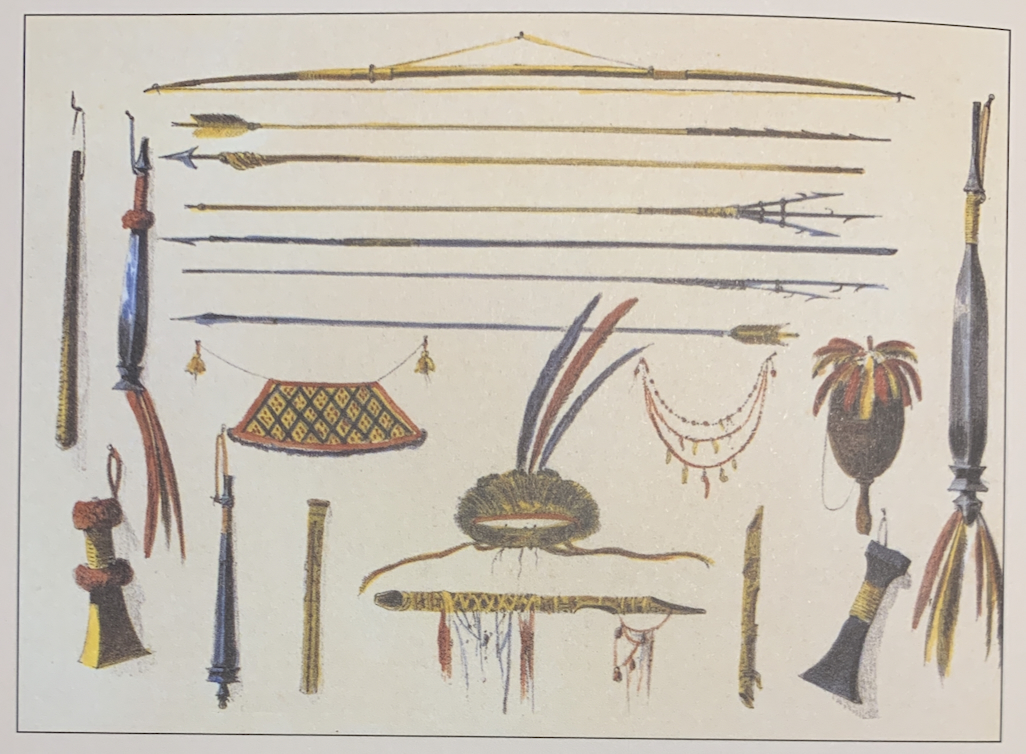
Wapens en andere attributen van de Karaïben (Pierre Jacques Benoit, 1839)

### Pogingen om verdeeldheid te zaaien tussen de inheemse volken
Aan Lucas Coudrie, de commandant van Berbice, vroeg Heinsius om Arowakse hulptroepen en blanken naar Suriname te sturen. De reactie was positief, vanuit Berbice werden acht kano's gestuurd met 250 Arowakken en 20 christenen. De inzet van deze troepen bleef echter beperkt omdat Waray, het opperhoofd van de Arowakse strijders, vriendschappelijke betrekkingen onderhield met Priary. De geplande expedities naar de Parakreek en Thorarica mislukten omdat de Arowakken niet bereid waren om de Karaïben van Priary aan te vallen. Daarop besloot Heinsius om van de hulp van Waray af te zien en de Arowakse hulptroepen terug te sturen naar Berbice.

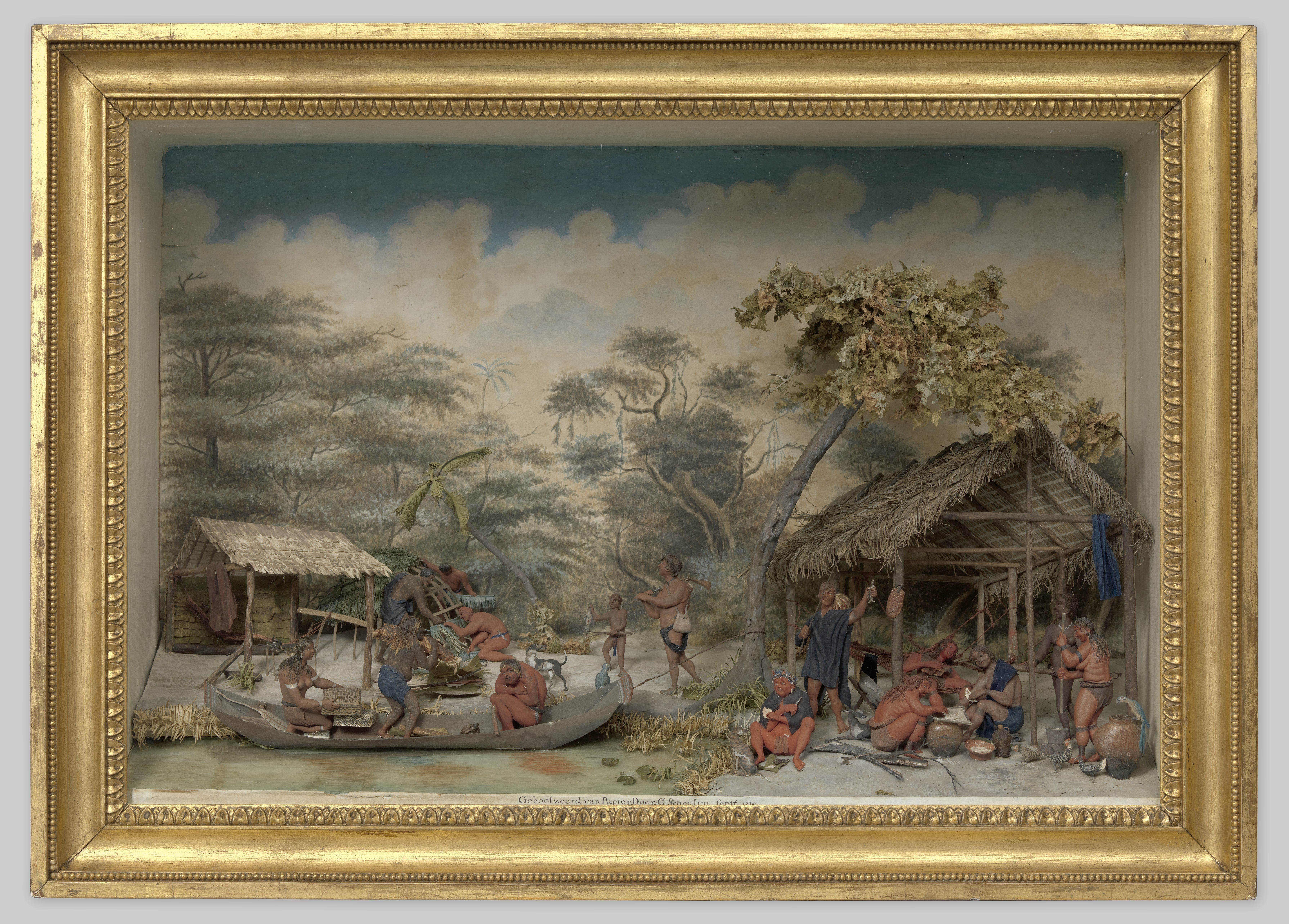
Diorama van een Karaïbenkamp (Gerrit Schouten, 1810)

Na de mislukte poging om de Arowakken uit Berbice bij de strijd te betrekken ondernam Heinsius verschillende pogingen om de inheemse volken in het plantagegebied te isoleren door nieuwe contacten aan te gaan met de volken die zich aan de randen van het strijdgebied bevonden.

#### Onderhandelingen met de Corantijnse Karaïben
Het lukte Heinsius om de Karaïbische hoofdman Amasabo aan de Corantijn, die toch al had geaarzeld om bij te dragen aan de gezamenlijke inheemse strijdmacht, over te halen om de zijde van het gouvernement te kiezen. Heinsius had daarvoor hulp gekregen van de Arowakse kapitein Irikaye. Tonay, een van de leiders van de opstandige Karaïben, probeerde de samenwerking met het gouvernement nog te verijdelen, maar Amasabo hield zich aan de afspraak met het bestuur en stuurde in maart 1680 twee korjalen met twintig mannen naar Paramaribo ter ondersteuning van de koloniale troepen. Het is niet bekend of de kleinere inheemse volken die in hetzelfde gebied woonden, zoals de Warau en de Sapoyers, ook de zijde van het gouvernement hebben gekozen.

#### Onderhandelingen met de Marowijnse Karaïben
De negatieve gevolgen van de strijd in het centrale plantagegebied werden ook gevoeld door de Karaïben aan de Marowijne. Zij wilden hun situatie verbeteren door de handel met de blanken weer op te pakken. De onderhandelingen verliepen moeizaam vanwege hun negatieve ervaringen met de oplichtingspraktijken van de bokkenruilders. Uiteindelijk sloten ze een bondgenootschap met de koloniale machthebbers waarbij bedongen werd dat enkele Europese handelaren nooit meer in hun gebied zouden mogen opereren. De Sapoyers die bij de Marowijne woonden stopten daarop ook met de strijd.

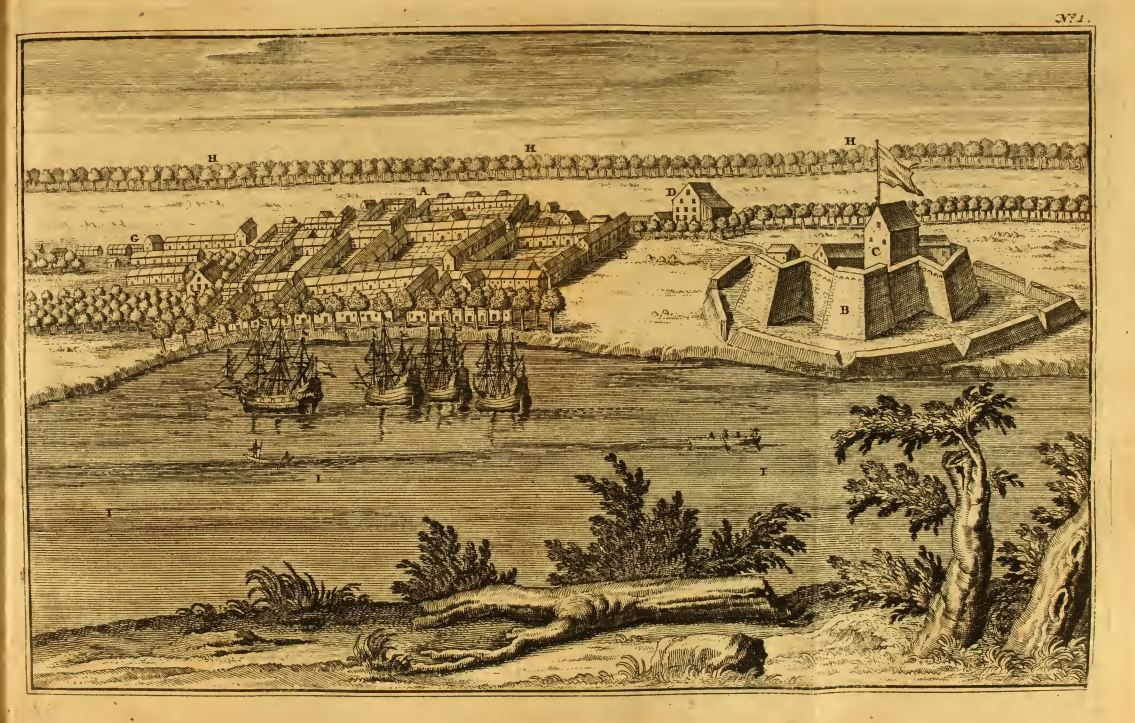
Gezicht op Paramaribo. Gravure uit J.D. Herlein, Beschryvinge van de Volk-plantinge Zuriname (1718)
Legenda: (A) De Stad Parimaribo (B) ’t Fort of Kasteel Zelandia (C) ’t Magazijn op het Fort (D) De Gouverneurs Huis (E) Het Huis van den Commandant (F) Is de Kerk en Stads-Huis (G) De Nieuwe Uitlegginge (H) Het grote Bos (I) De riviere Zuriname

### Problemen met de voedselvoorziening en muiterij
In de loop van 1679 werd de voedselvoorziening in Paramaribo een nijpend probleem. De handel in levensmiddelen met de inheemsen was door de strijd stilgevallen en de kostgronden bij Paramaribo leverden onvoldoende op om de plaatselijke bevolking te voeden. Op de plantages die door hun eigenaren verlaten waren stagneerde de voedselproductie. Het dringende verzoek van Heinsius aan gouverneur John Atkins van Barbados om voedselhulp te sturen werd afgewezen. Atkins wilde de concurrerende Surinaamse kolonie niet helpen.
In maart 1679 ontstond er muiterij bij de blanke militie vanwege achterstanden bij de uitbetaling van soldij. Een andere klacht van de muiters was dat hun diensttijd er al lang op zat. In de zomer arriveerde eindelijk de gevraagde militaire hulp vanuit Amsterdam. Op 26 juli 1679 kwam het schip Juffrouw Suzanna aan met voeding en munitie voor het garnizoen en met twintig (van de beloofde honderd) militairen. Claes Bruijning Wildebrandt, de commandant van de troepen, schreef op 21 augustus 1679 een brief aan de Staten van Zeeland over de situatie die hij aantrof. Hij meldde daarin dat er nog voedsel aanwezig was voor drie dagen, terwijl de oorlog in volle gang was. Wildebrandt schreef ook dat de bestuurders gedurende acht maanden het garnizoen hadden onderhouden uit eigen middelen omdat geld uit Zeeland uitbleef. De bestuursambtenaar (en hugenoot) Nicolaas Combé had in mei 1679 al een brandbrief naar de Staten gestuurd met de zinsnede: Les Indiens menacent de brûler les cannes de sucres et après destruire les plantages et nous massacrer, disants qu'ils veulent que nous sortions de leurs pays qui leur appartient.
De reactie van de Staten van Zeeland op het verzoek om hulp van Heinsius liet een jaar op zich wachten. Pas op 17 januari 1680 namen de Staten het besluit om driehonderd militairen naar Suriname te sturen. Op 13 april 1680 kwam de beloofde versterking aan. Honderdvijftig man, in plaats van de driehonderd die waren toegezegd.

## Situatie medio 1680
Het gezamenlijke aanvalsplan van de inheemse volken bleef voor een groot deel onuitgevoerd. De aanval van de Arowakken in Berbice heeft nooit plaatsgevonden. Een deel van de inheemse volken aan de Corantijn had de kant van de koloniale machthebbers gekozen. De Karaïben aan de Marowijne waren eveneens overgelopen. De voorgenomen aanval op Paramaribo is evenmin uitgevoerd. Aangenomen wordt dat de inheemsen hiervan hebben afgezien toen duidelijk werd dat Barbier hun plannen had verraden en de verdediging van Paramaribo was versterkt.
De grote, strategisch geplande aanvallen uit het eerste jaar van de oorlog maakten plaats voor guerrilla-acties waarbij individuele plantages het doelwit vormden. De inheemse aanvallers staken rietvelden en suikermolens in brand en de planters, hun huisgenoten en slaafgemaakten werden vermoord of meegevoerd. De inheemsen kregen daarbij steeds meer hulp van weggelopen of meegevoerde slaafgemaakten. De kleine militaire macht en de burgercompagnieën waren niet in staat om iedere plantage afdoende te beschermen. Zo bleef ook het persoonlijk bezit van gouverneur Heinsius niet gespaard. Een groepje inheemsen en marrons overviel zijn plantage op 8 maart 1680, waarbij enkele slaafgemaakten werden weggevoerd. Heinsius schreef daarna naar de Staten van Zeeland dat hij niet langer het garnizoen kon onderhouden. Het zou de laatstbewaarde brief van Heinsius zijn. Hij overleed op 21 april 1680.

## Tegenoffensief in het centrale plantagegebied

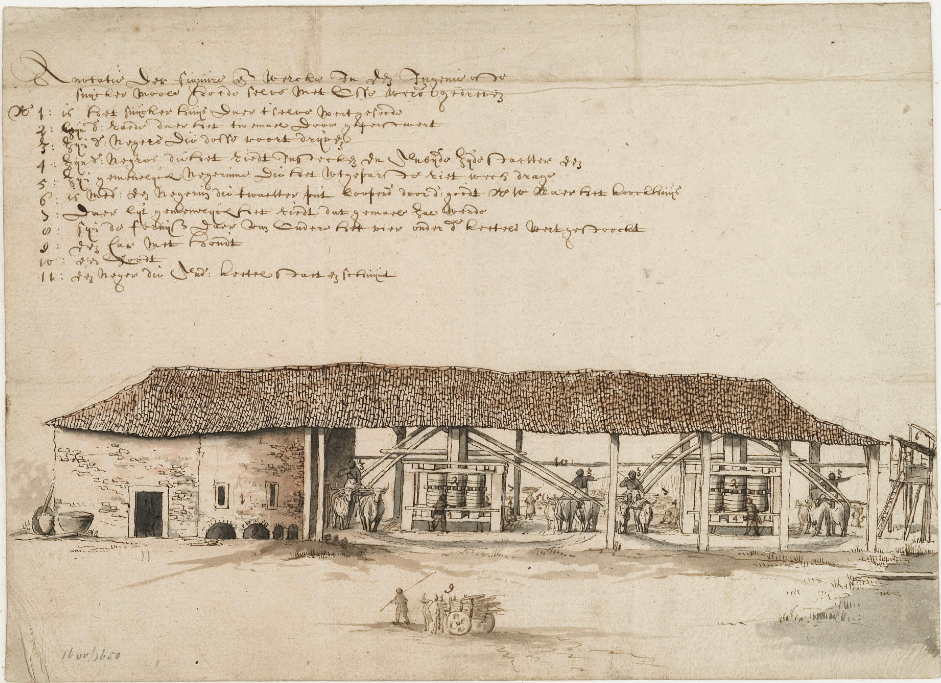
Suikermolens in de Nederlandse kolonie in Brazilië (Frans Post 1640)

De komst van de troepen in 1680 gaf het gouvernement de gelegenheid om het initiatief naar zich toe te trekken. Kapitein Everhard van Hemert en commandeur Laurens Verboom werden na het overlijden van Heinsius belast met het militaire opperbevel. Vanuit de flanken van de kolonie (Corantijn, Marowijne) waren geen grote aanvallen meer te duchten en zij konden hun aandacht daardoor richten op de Karaïben in het centrale plantagegebied (Saramacca, Suriname, Coppename). Van Hemert en Verboom besloten om enkele grote expedities uit te rusten waarbij de militairen werden bijgestaan door inheemsen uit de gebieden die de zijde van het gouvernement hadden gekozen. De expedities moesten inheemse nederzettingen en kostgronden opsporen en vernietigen. Gevangengenomen inheemse strijders moesten direct worden opgehangen of uitgeleverd aan hun eigen inheemse vijanden. Die tactiek moest volhardende inheemse gemeenschappen murw maken en hen ontmoedigen om de aanvallen op de plantages voort te zetten.
De kosten van de expedities werden geraamd op 200.000 pond suiker. Om de uitgaven te dekken nam het bestuur een maatregel die inhield dat plantage-eigenaren 600 pond suiker moesten afdragen voor elke gevluchte 'neger- of indianenslaaf' die teruggebracht werd. Gevangengenomen inheemsen mochten eveneens voor 600 pond suiker worden verkocht.

### Verloop van de strijd in het Coppenamegebied (1680)

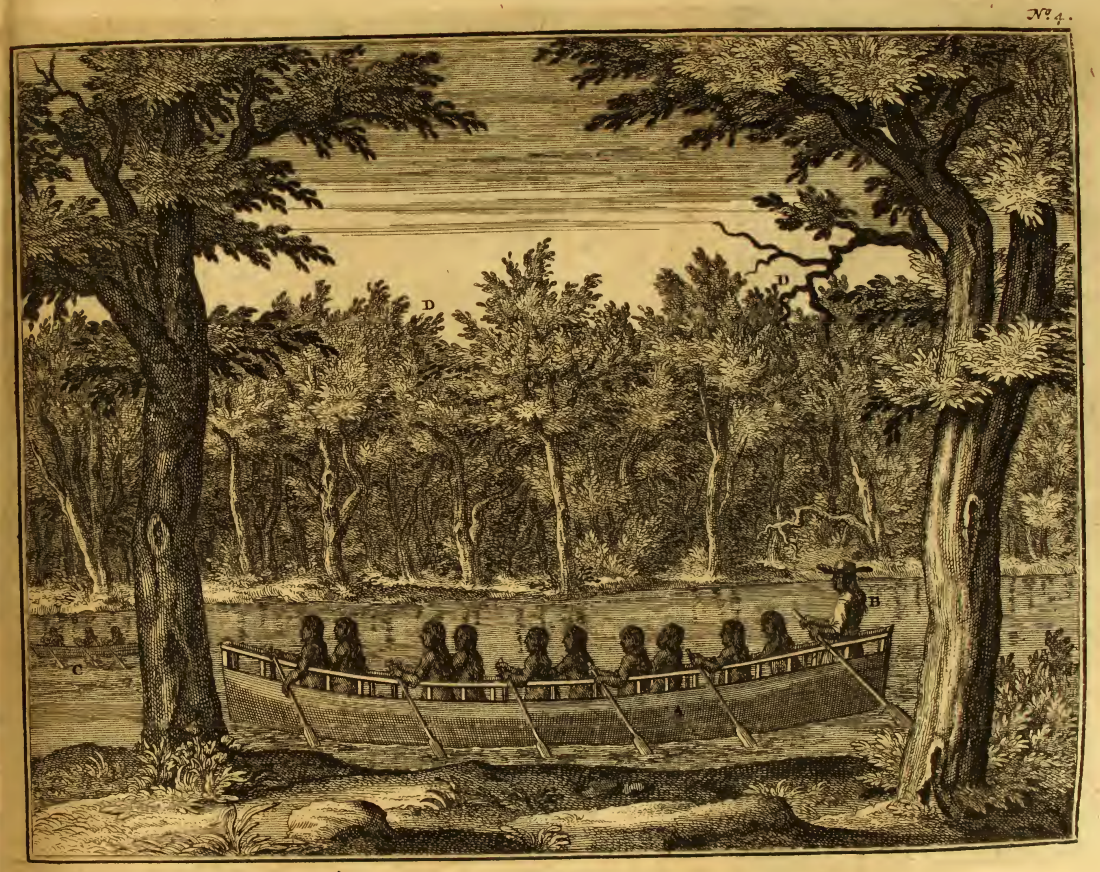
Boomstamkano op een van de grote rivieren van Suriname met tien Karaïben en hun hoofdman. Gravure uit J.D. Herlein, Beschryvinge van de Volk-plantinge Zuriname (1718)

Op 20 juni 1680 vertrok een voorhoede naar de Coppename onder leiding van luitenant Schoppen. Op 7 juli 1680 arriveerde een groep van 39 militairen bij de woongebieden van de Karaïben. Onder leiding van commandeur Laurens Verboom was de hoofdmacht over de rivier naar hetzelfde gebied onderweg. Die groep had munitie en proviand voor drie maanden bij zich en bestond uit blanken en inheemsen die 25 geweren tot hun beschikking hadden. De schermutselingen over en weer leidden niet tot een doorbraak in de strijd. Na vijf dagen verschenen er enkele Karaïben op de rivieroever, die aangaven dat hun leider Priary vrede wilde sluiten. Tijdens de eerste besprekingen werden kleine geschenken uitgewisseld. De inheemsen brachten vis en fruit mee, de blanken overhandigden sopi (sterke drank). Op 16 juli arriveerde Arybary, de kapitein van het dorp waar de inheemsen hun oorspronkelijke aanvalsplan hadden gesmeed. Een dag later kwam Priary zelf aan.
Priary gaf aan dat hij bereid was om af te zien van verdere aanvallen. Zijn belangrijkste eis was dat hij met zijn volk in vrede terug kon keren naar hun woongebied aan de Beneden-Coppename. Priary werd loslippig nadat de blanken hem dronken hadden gevoerd. Hij beloofde dat hij zou proberen de Karaïben aan de Saramacca over te halen om ook vrede te sluiten. Ook gaf hij informatie over de verblijfplaats van marronleider Ganimet. Dat was van belang voor het koloniale bewind omdat de groep marrons die zich rond Ganimet had verzameld inmiddels zo sterk was dat ze zelfstandig en op eigen initiatief, dus zonder de hulp van inheemsen, roofovervallen op plantages uitvoerde.
De veldtocht werd in Paramaribo als een groot succes beschouwd. Priary keerde met zijn mensen op 17 juli terug naar hun voormalige dorpen en kostgronden aan de Beneden-Coppename. Arybary en Schoppen zetten de besprekingen met de andere Karaïben aan de Coppename voort op 27 en 28 juli. Daarbij toonde Arybary zich minder toeschietelijk dan Priary. Hij vreesde dat de bedoelingen van de blanken niet oprecht waren en hij was beducht voor een tegenreactie van militante Corantijnse inheemsen. De vredesbesprekingen konden pas worden afgerond nadat er instemming was verkregen van de Corantijnse inheemsen. 

### Verloop van de strijd in het Saramaccagebied (1680-1686)

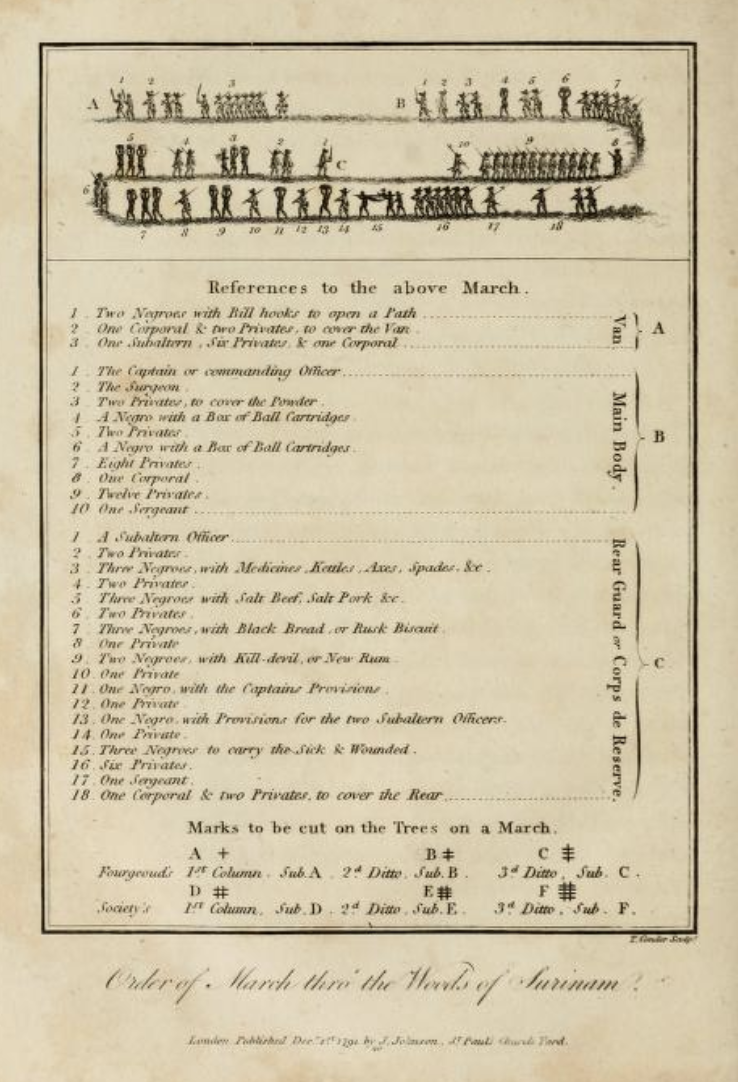
Samenstelling van een expeditie door het oerwoud van Suriname (John Gabriël Stedman, 1773

De Saramaccaanse Karaïben in het westelijk deel van het centrale plantagegebied waren daarna de enig overgebleven strijdbare inheemse partij. Het gouvernement organiseerde meerdere expedities om de aanvallen op de plantages vanuit dit gebied te stoppen. De belangrijkste wijziging ten opzichte van eerdere tochten was dat de koloniale machthebbers de deelname van slaafgemaakten nu  onmisbaar vonden. Een expeditie bestond in deze periode uit militairen die in de kolonie gelegerd waren, leden van burgermilities afkomstig uit Paramaribo en de plantages, slaafgemaakte Afrikanen en bevriende inheemse strijders. De slaafgemaakten werden vooral ingezet als lastdragers en om de kampementen op te bouwen. Vanwege hun kennis van het regenwoud dienden de inheemsen vooral als verkenners en gidsen.
In het najaar van 1680 werden verschillende expedities uitgevoerd. Voor een van die tochten kregen de Joodse gemeenschap aan de Surinamerivier en de kolonisten in het Commewijnegebied de opdracht om manschappen en slaafgemaakten te leveren. Voor de tocht werden 98 slaafgemaakten ingezet. In november 1680 werd met steun van Arowakken en Corantijnse Karaïben een tocht over land en water ondernomen naar het Saramaccagebied. De militairen vernietigden verscheidene dorpen met bijbehorende kostgronden. Ze namen vijf marrons en 82 inheemse mannen, vrouwen en kinderen gevangen. De mannen werden in het bos opgehangen en de meegevoerde vrouwen en kinderen werden tot slaaf gemaakt.
Op 30 december vertrok er een kleinere expeditie met 42 blanken naar het Saramaccagebied, De bevriende inheemse strijders namen geen deel aan deze tocht. Zij wilden eerst de resultaten van de vorige expeditie vieren door een gevangengenomen vijand te verbranden en op te eten. Binnen de inheemse gemeenschap werd zo'n daad beschouwd als een diepe belediging die zeker zou leiden tot het vergroten van de vijandschap met de Saramaccaanse Karaïben. Laurens Verboom juichte het feest toe. Tweespalt tussen de inheemse volken beschouwde hij als een waarborg voor de veiligheid van de kolonisten.
Het gouvernement probeerde het bondgenootschap tussen de Karaïben en de Sapoyers, die een minderheid vormden in dit gebied, te doorbreken. Bij nieuwe expedities werden veel Karaïben gedood en een aantal dorpen vernietigd. Een of meerdere groepen Sapoyers werden tot vriendschap gedwongen. De Karaïben gaven zich echter niet gewonnen, de strijd in het Saramaccagebied zou nog tot 1686 voortduren.

## Rol van de marrons

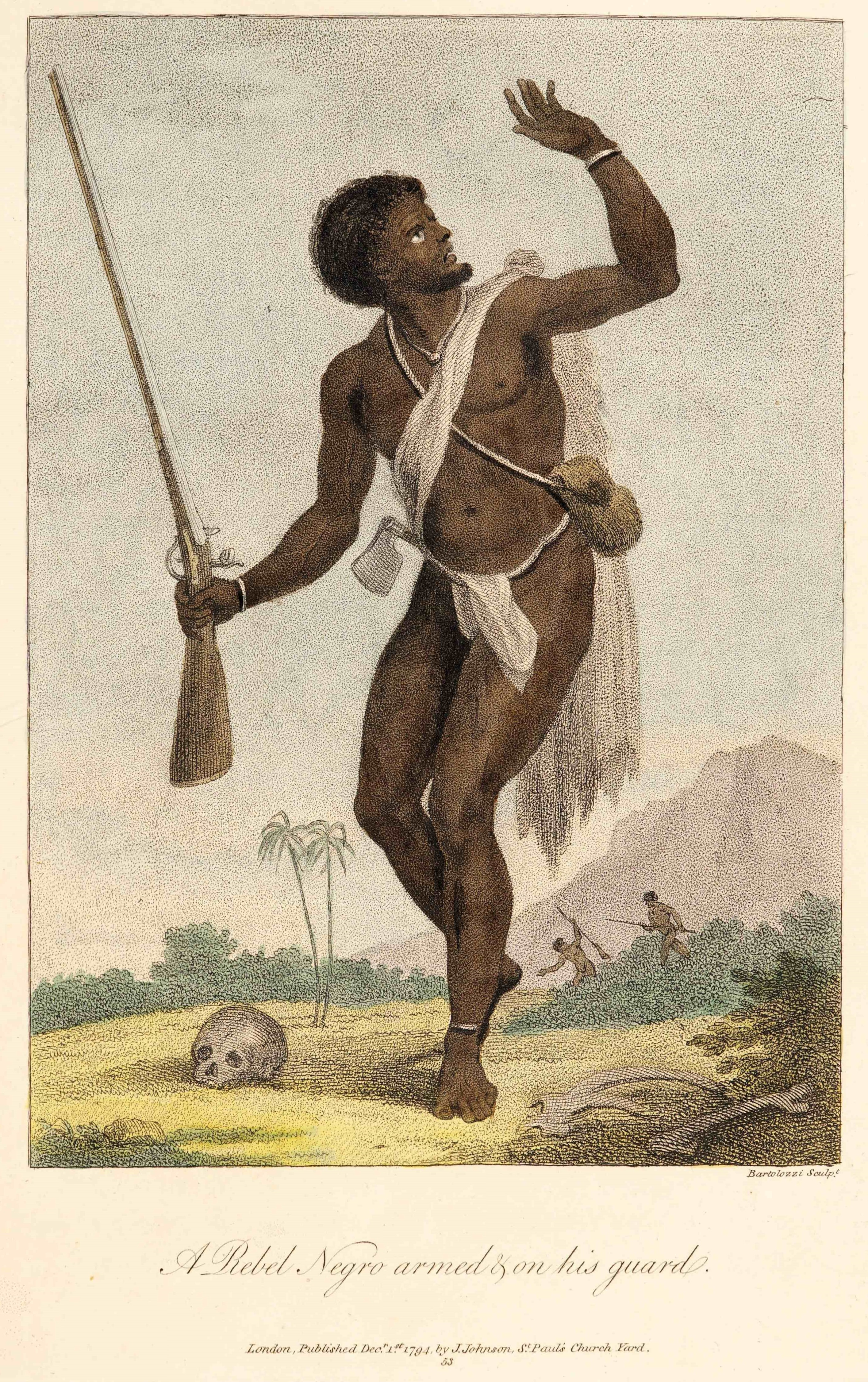
Een vluchtende marron, gewapend en op zijn hoede (Francesco Bartolozzi, 1796)

Tijdens de eerste maanden van de oorlog maakten veel Afrikaanse slaafgemaakten gebruik van de onrust op de plantages om naar het binnenland te vluchten. De 'weglopers' werden opgevangen door de inheemsen, die hen hielpen om te overleven in het Surinaamse regenwoud en de marrons hielpen op hun beurt de inheemsen bij de aanvallen op de plantages. De vooraanstaande joodse planter Samuel Nassy meldde in januari 1679 dat er honderd slaafgemaakten waren weggelopen van de plantages aan de Surinamerivier. Heinsius schatte het totale aantal marrons eind 1679 op zeven- tot achthonderd.
Inheemsen en marrons overvielen op 23 april 1679 de plantage van Cornelis Adriaensz aan de Commewijne. Adriaensz werd gedood en zijn woonhuis in brand gestoken. De brand werd geblust door de slaafgemaakten die loyaal waren gebleven aan hun eigenaar. Twee andere plantages in hetzelfde gebied werden wel helemaal vernietigd. In oktober 1679 voerden inheemsen en marrons een grote aanval uit op de plantage van Dirk Castelein aan de Parakreek. De marrons riepen de achtergebleven slaafgemaakten op om zich bij hen aan te sluiten. Slaafgemaakten die hier geen gehoor aan gaven werden gedood.
Een groep van circa vijftig marrons had zich gevestigd in een versterkt dorp in Para. Hun leider Ganimet onderhield nauwe contacten met de Karaïben van Kaaikoesi. Er lag een breed pad tussen de vesting Berima van Ganimet en de dorpen van de Saramacca-Karaïben. In januari 1680 overvielen de marrons van Ganimet samen met een aantal Karaïben de plantage van raad-fiscaal Arnoult van Gheluwe aan de Parakreek. De suikermolen werd in brand gestoken, drie slaafgemaakten werden gedood en de overige werden meegevoerd. Na de overval wilde Van Gheluwe de exploitatie van zijn plantage niet voortzetten. Op het terrein werd later een militaire post gevestigd.
In december 1681 zette het koloniale bestuur de tegenaanval in met een expeditie naar het dorp van Ganimet. Commandeur Verboom beschikte over de informatie die hij van Priary had gekregen en dat bleek cruciaal voor het verloop van de strijd. Verboom benutte de kennis over de precieze verblijfplaats van Ganimet en de wijze waarop de verdediging van zijn vesting was georganiseerd, om een succesvolle verrassingsaanval uit te voeren. Bij de overval werden naar schatting vijftig marrons gedood. Ganimet is bij de aanval waarschijnlijk omgekomen. Zijn naam wordt na de aanval niet meer vermeld in de bronnen. De overgebleven marrons trokken daarna met steun van de Saramaccaanse inheemsen dieper het binnenland in.
De deelname van Afrikaanse slaafgemaakten aan de expedities leverde wel een nieuw probleem op voor het gouvernement. Het kwam regelmatig voor dat slaafgemaakten die waren aangewezen om bij te dragen aan de expedities van de gelegenheid gebruikmaakten om te vluchten. Dit versterkte de groei van het aantal marrons en daarmee nam ook hun aandeel in de strijd tegen het koloniale bewind toe. Na 1682 namen de marrons geleidelijk de kern van het verzet over van de inheemsen.

## Situatie eind 1682
Eind 1682 was het gevaar van instorting van de kolonie geweken. De Arowakken, de inheemsen aan de Corantijn, de Karaïben aan de Marowijne en een deel van de Karaïben aan de Coppename hadden de zijde van het koloniale bewind gekozen. De strijd werd niet opgegeven door de marrons en de Karaïben in het Saramaccagebied. Van daaruit werden de aanvallen op de plantages voortgezet.

## Gouverneur Cornelis van Aerssen van Sommelsdijck

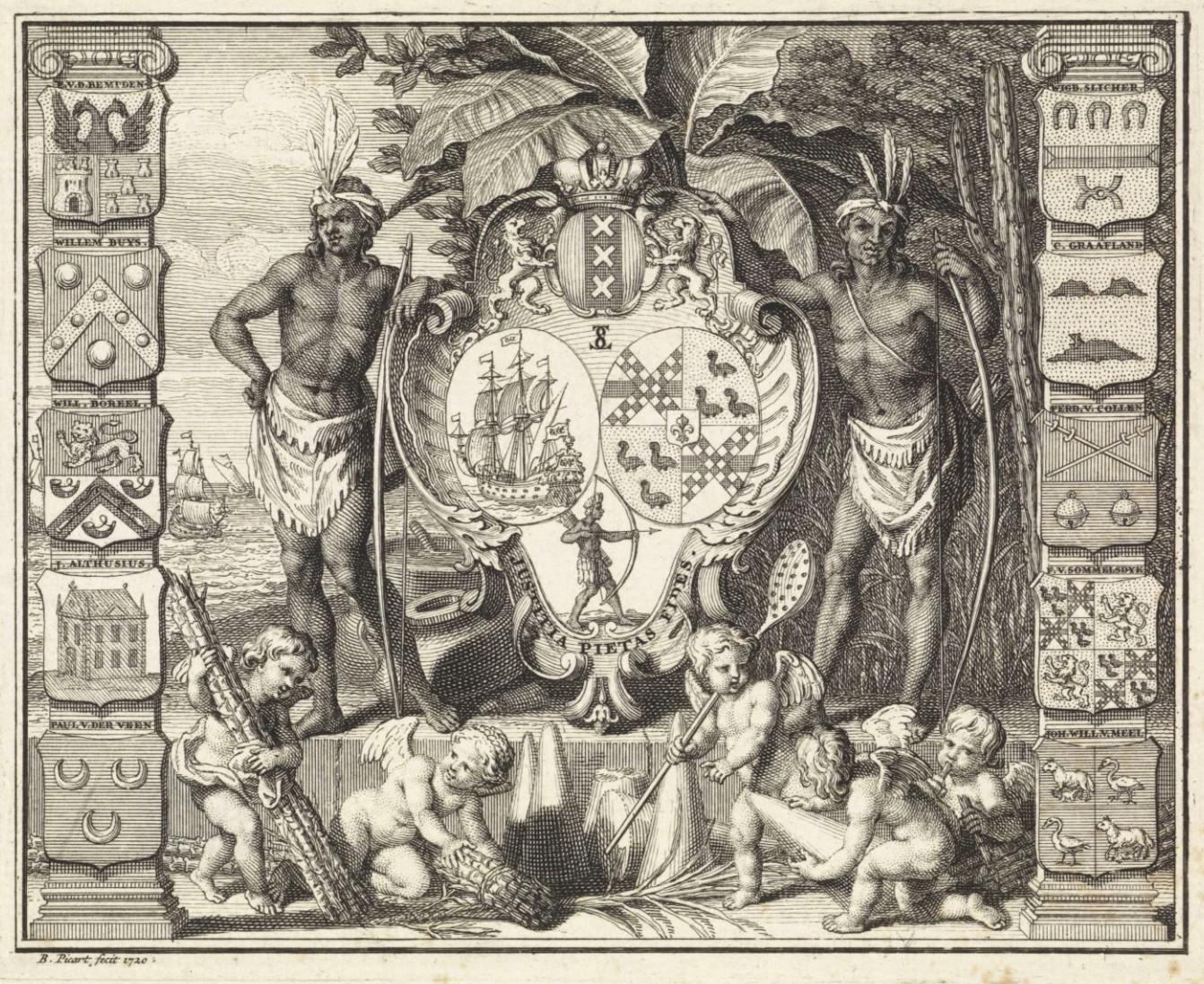
Wapenschild van de Geoctroyeerde Sociëteit van Suriname (Bernard Picart, 1720)

De Staten van Zeeland verkochten Suriname in 1682 aan de West-Indische Compagnie. Een jaar later werd de Geoctroyeerde Sociëteit van Suriname opgericht door drie aandeelhouders. De West-Indische Compagnie behield zelf een derde aandeel in de Sociëteit van Suriname. De stad Amsterdam kocht een derde aandeel. Cornelis van Aerssen van Sommelsdijck, die sterk had geijverd voor de oprichting van de sociëteit, werd eveneens voor een derde deel eigenaar van de kolonie, en de sociëteit benoemde hem tot onbezoldigd gouverneur. De Staten-Generaal behielden het oppergezag en verbonden zich om bij te dragen aan de verdediging van de kolonie.

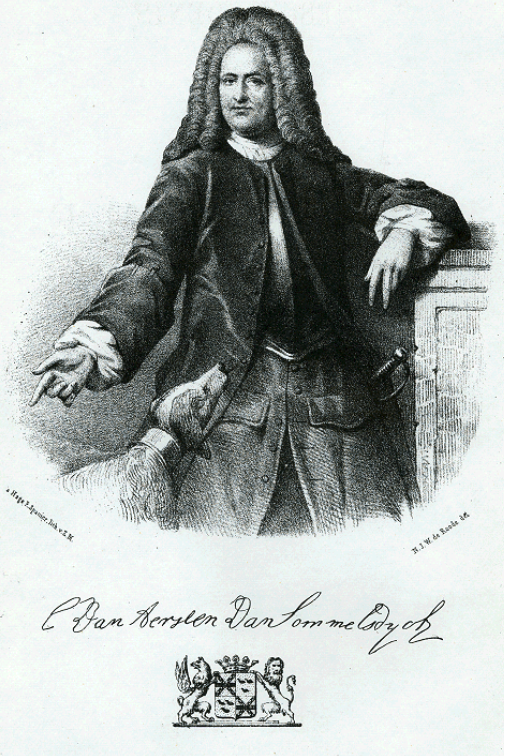
Cornelis van Aerssen van Sommelsdijck (1637-1688)

De nieuwe gouverneur arriveerde met een groep van 312 militairen op 24 november 1683 in Paramaribo. De militairen werden vrijwel direct na aankomst ingezet voor expedities tegen de inheemsen. Het platbranden van dorpen en kostgronden behoorde ook tijdens het gouverneurschap van Van Aerssen van Sommelsdijck tot de standaardtechnieken om de inheemsen te verjagen uit de nabijheid van de plantages. Om het oostelijk deel van het plantagegebied te beschermen liet hij in 1685 Fort Commewijne, in 1688 omgedoopt tot Fort Sommelsdijck, bouwen aan de samenvloeiing van de Cottica en de Commewijne. Fort Zeelandia aan de Surinamerivier bij Paramaribo behield zijn centrale functie. Tot de maatregelen die hij nam in de strijd met de inheemsen behoorde ook het verbeteren van de organisatie van de burgermilities.
Ondanks de vredesregeling uit 1680 bleef het onrustig in het gebied aan de Coppename. Van Aerssen van Sommelsdijck organiseerde een grote expeditie tegen de Coppenaamse inheemsen waaraan hij zelf deelnam. De tocht begon in januari 1684 en zou tien weken duren. De expeditie bestond uit 284 man: officieren, soldaten en matrozen, een aantal geronselde vrijwilligers en acht inheemsen. De inzet van het aantal slaafgemaakten is niet bekend. De 'uyttocht te water' vond plaats in de regentijd. Voor hun vervoer maakten de  troepen gebruik van een galjoot, twee barken en acht inheemse korjalen. Tijdens de tocht werden veertien dorpen verwoest. Dertig inheemsen werden gedood en zestien gevangengenomen, ondanks de eerdere lastgeving aan de planters om de Karaïben zonder genade dood te schieten. Drie kapiteins konden met een deel van hun volk vluchten, dieper het oerwoud in.
Dat Van Aerssen van Sommelsdijck tevreden was over de resultaten van zijn optreden is op te maken uit een brief die hij in 1688 schreef aan de Staten-Generaal. Hij schrijft daarin: Ons secours is met over de hondert Indiaensche slavinnen en kinderen, wier mans en vaders door de onsen syn doot geslagen, geretourneert.

## Aantal inheemse slaafgemaakten
Op 31 december 1684 telde de kolonie 144 inheemse slaafgemaakten: 39 mannen, 67 vrouwen en 38 kinderen ouder dan 12 jaar. Zij waren gevangengenomen tijdens de oorlog en op verschillende plantages tewerkgesteld. Ze werden vooral ingezet als jagers en vissers. Jonge meisjes waren als concubinen zeer gezocht. Andere bronnen vermelden dat er in dat jaar 3100 'negerslaven' waren en 115 'rode slaven'.

## Vredesverdrag van 1686
Na het succes van de expeditie in 1684 veranderde Van Aerssen van Sommelsdijck van strategie. In december 1685 meldde hij aan de Sociëteit van Suriname dat hij vredesbesprekingen wilde beginnen met de inheemsen die de strijd nog niet hadden opgegeven. Enkele maanden na deze aankondiging bereikten de partijen overeenstemming en in april 1686 werd het vredesverdrag opgesteld en getekend. De tekst is niet bewaard gebleven maar bekend is dat het verdrag met de Karaïben in Essequebo uit 1672 als voorbeeld heeft gediend.
In het verdrag werd bepaald dat de Karaïben, de Arowakken en de Warau niet meer als slaaf mochten worden verkocht. Zij werden tot vrije inwoners verklaard, die nooit dan om misdaden in slavernij zouden worden gebracht. De inheemse volken kregen de vrijheid om zich overal in de kolonie te vestigen. De opperhoofden verplichtten zich om het koloniaal bestuur te informeren over de grootte van hun volk, hun vestigingsplaatsen en eventuele veranderingen in leiderschap.
Vanuit koloniaal perspectief was de belangrijkste bepaling dat de inheemsen de marrons die bij hen woonden of waar ze de verblijfplaats van kenden, moesten uitleveren. Ook waren ze volgens het verdrag verplicht om het leger en de kolonisten te helpen bij het opsporen van weglopers.
Het verdrag van 1686 was voorafgegaan door de bondgenootschappen uit 1680 met de Karaïben aan de Corantijn en de Marowijne. Met het verdrag van 1686 werd nu ook de vrede getekend met de Karaïbische inheemsen in het centrale deel van Suriname. De werking van het verdrag was breder: het strekte zich uit tot Karaïben, Waraus en Arowakken en markeerde het einde van de inheemse oorlog. De vredesregeling leeft onder de inheemsen voort onder de naam 'konkordari' (met de blanken geconcordeerd, afgesproken) en wordt gebruikt bij zaken die aan hun vrijheid raken.

### Betekenis van het vredesverdrag
De bepaling over vrije vestiging betekende dat de inheemsen een onafhankelijk bestaan konden opbouwen met eigen territoriale rechten. De inheemse volken en de exploitatie van hun grondgebied vielen hiermee niet meer onder het gezag van de koloniale autoriteiten. Dit komt onder meer tot uitdrukking in de uitsluitingsclausule die was opgenomen in de grondbrieven die werden uitgegeven aan de kolonisten. Het koloniale bestuur verplichtte derde partijen hiermee om de bedongen vrijheden van de inheemse volken te respecteren.

## Naleving van het vredesverdrag

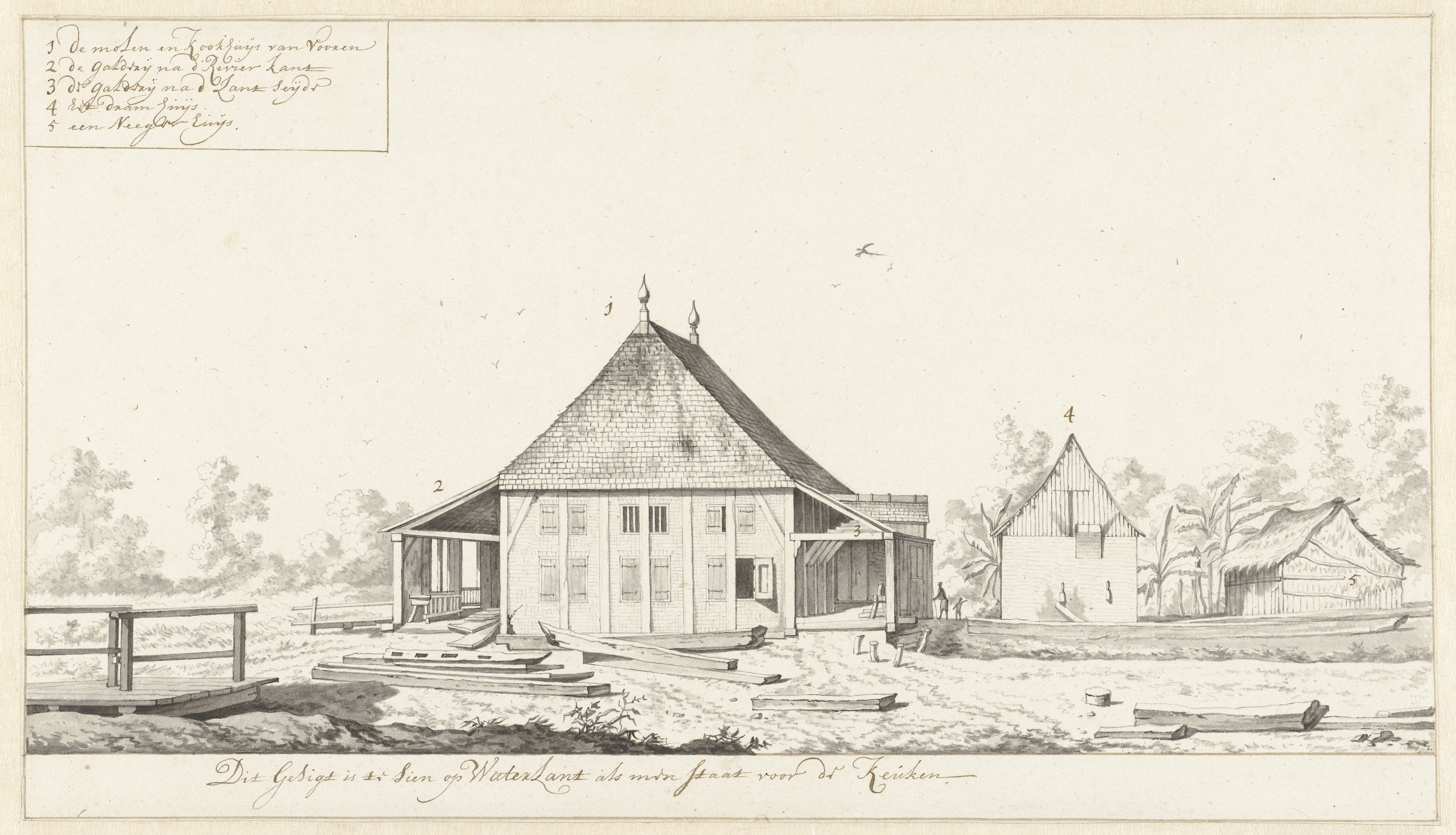
Gezicht op molen en kookhuis van suikerplantage Waterland, eigendom van Johan van Scharphuizen (Dirk Valkenburg, 1708)

Na het einde van de inheemse oorlog begon een periode van stabilisatie van de koloniale staat. Door een afzonderlijke vredesovereenkomst te sluiten met de inheemsen heeft het bewind voorkomen dat er een 'zwart-rode' samenwerking tot stand kon komen die zich met nieuw geweld zou kunnen keren tegen de koloniale maatschappij. Zowel de Arowakken als de Karaïben trokken zich terug in het binnenland, op afstand van de belangrijkste plantagegebieden. Om de relatie met de inheemsen te onderhouden benoemde Gouverneur Johan van Scharphuizen, de opvolger van Van Aerssen van Sommelsdijck, twee posthouders: Jan Boucham bij de Karaïben aan de Corantijn en Jacob de Jonge bij de Arowakken.

### Dreiging van een nieuwe opstand
In 1700 dreigde er een nieuwe opstand van de Karaïben waar ook Kaaikoesie weer bij betrokken zou zijn geweest. Posthouder Jacob de Jonge kreeg de opdracht om de Arowakken over te halen om zich dichter bij het plantagegebied te vestigen waardoor een bufferzone met de Karaïben zou ontstaan. Onder leiding van Commandeur François Anthony de Rayneval werd op 12 april 1701 de Sociëteitsbark naar de dorpen langs de Suriname, de Saramacca en de Coppename gestuurd. De bedoeling van de missie was om de vriendschap tussen blanken en de hen goedgezinde inheemsen te bevestigen en om aan de vijandige inheemsen duidelijk te maken dat een hervatting van de strijd voor hen zeer nadelige gevolgen zou hebben. Een derde opdracht was om na te gaan hoeveel marrons zich sinds de vrede van 1686 tussen de inheemsen hadden gevestigd. Door de missie van De Rayneval werd het gevaar van een nieuwe strijd bezworen. Een onbekend aantal Arowakken veranderde inderdaad van woonplaats.

### Uitlevering marrons

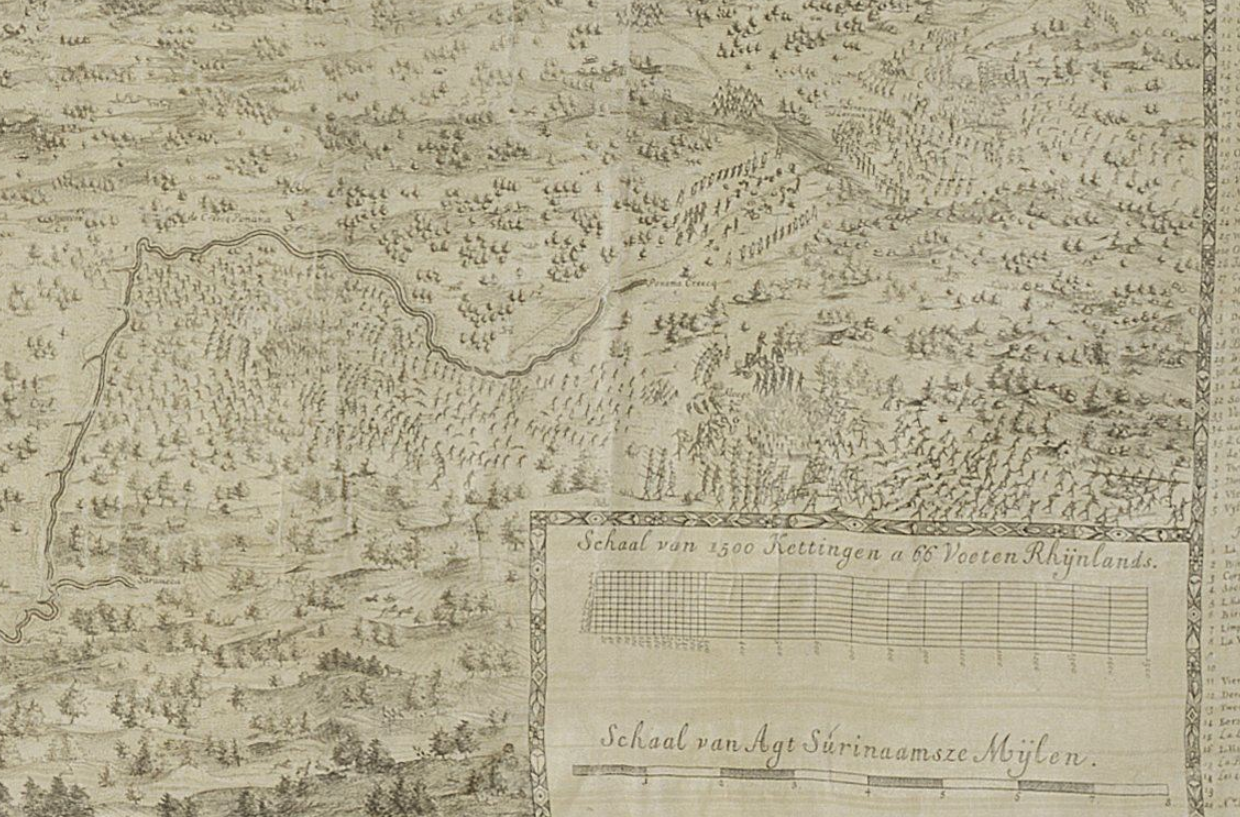
Aanval op de ontdekte dorpen van de Kaásimarrons bij de Ponemakreek in 1730 (Alexander de Lavaux, 1737)

De kapiteins van de inheemse dorpen aan de Saramacca en de Coppename hielden hun goede relaties met de marronleiders zoveel mogelijk verborgen voor de bestuurders en de legerleiding. Het gouvernement moest veel druk uitoefenen op de inheemsen om hen te bewegen tot deelname aan de veldtochten tegen de marrons. Hun kennis van het terrein waar de marrondorpen zich bevonden maakte hun inzet echter onmisbaar. Veelal tegen hun zin en door middel van manipulatie werden zij gedwongen om als gids te dienen. Bij een tocht in 1711 liet de inheemse gids Jary de expeditie die bedoeld was om het dorp van marronleider Kaási te vernietigen mislukken door het expeditieleger op een dwaalspoor te zetten. De inzet van inheemsen tegen de strijd met de marrons duurde tot circa 1730. Daarna werd er steeds minder een beroep gedaan op hun medewerking.
In 1685 was de premie op het vangen en terugbrengen van een gevluchte slaafgemaakte bepaald op 5 gulden. Die premie gold ook voor de weglopers die door de inheemsen waren onderschept. Gevangengenomen marrons werden uitgeleverd aan het gouvernement. Ook voor gedode marrons werd een vergoeding betaald. Een afgehakte hand diende als bewijsstuk. Een jaar na de vrede van 1686 ging de premie omhoog naar 15 gulden. Om de jacht op de marrons te stimuleren besloot het Hof van Politie in 1698 om de premie wederom te verhogen. Voor iedere gevangengenomen slaafgemaakte werd 25 gulden uitbetaald als die was gepakt aan de benedenloop van de rivieren en 50 gulden als dat het geval was bij de bovenloop van de rivieren of in het moerassige kustgebied.

### Vrijwaring van slavernij
Het vredesverdrag maakte geen einde aan de handel in inheemse slaafgemaakten. Het bleef toegestaan om 'wilde' inheemsen, zoals de  Trio, Akuryo en Wayana, tot slaaf te maken. Ze werden gevangengenomen bij onderlinge twisten, voornamelijk door de Karaïben in het westen van Suriname en daarna verhandeld door bokkenruilders, maar ook door de posthouders. In Paramaribo werden de gevangengenomen inheemsen verhoord en daarna door de gouverneur verkocht. Het is niet bekend wanneer deze praktijk is geëindigd. In Essequebo werd in 1793 een voorschrift van de West-Indische Compagnie van kracht met een verbod op het verhandelen van inheemsen. Voor Suriname zijn geen voorschriften uitgevaardigd.

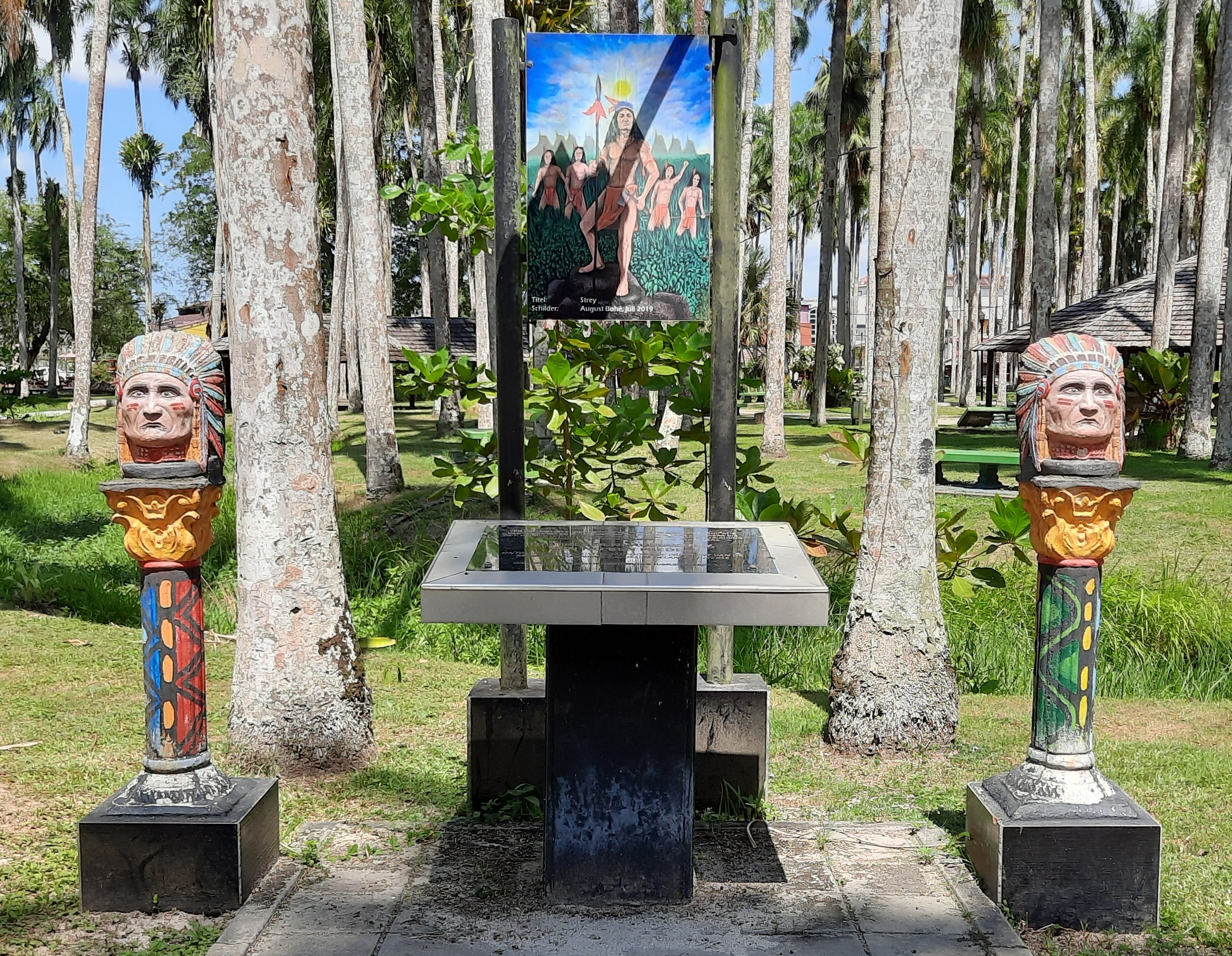
Inheems monument in de Palmentuin in Paramaribo (August Bohé, 2019)

## Inheems monument
Ter herinnering aan de strijd van de oorspronkelijke Surinamers in de koloniale tijd werd in 2019 het Inheems monument onthuld in de Palmentuin in Paramaribo. Het is een kunstwerk van August Bohé. Op de plaquette staat: Di strey ben musu strey, den no ben frede (Toen er gestreden moest worden, waren zij niet bang). In het Nederlands staat daaronder: Ter ere van alle Inheemse gevallenen tijdens de kolonisatie van Suriname en als eerbetoon aan de Inheemse strijders die zich hebben verzet tegen slavernij, uitbuiting, onderdrukking en overheersing door de koloniale machthebbers.
Andere monumenten in Suriname voor inheemsen staan in Albina, in Groningen en in Nieuw-Nickerie.